# Bombyx de l'yeuse
Trichiura ilicis
Espèce
Le Bombyx de l'yeuse (Trichiura ilicis) est une espèce de lépidoptères (papillons) de la famille des Lasiocampidae.
- Répartition : péninsule Ibérique, Maroc, Algérie.
- Envergure du mâle : de 12 à 13 mm.
- Période de vol : de décembre à avril.
- Habitat : forêts de chênes.
- Plantes-hôtes : Quercus ilex et Q. coccifera.

## Source
- P.C. Rougeot, P. Viette, Guide des papillons nocturnes d'Europe et d'Afrique du Nord, Delachaux et Niestlé, Lausanne 1978.